# 1975年の映画
1975年の映画（1975ねんのえいが）では、1975年（昭和50年）の映画分野の動向についてまとめる。
1974年の映画 - 1975年の映画 - 1976年の映画

## 出来事

### 世界
- パニック映画ブームの米国、『JAWS/ジョーズ』（6月公開、スティーヴン・スピルバーグ監督）[1]が1億1900万ドル[注 1]、『タワーリング・インフェルノ』（1974年12月公開、ジョン・ギラーミン監督）[3]が5500万ドル[注 2]の配給収入をそれぞれ稼ぎ、興行成績1、2位となる[4]。
- 6月12日 - 『少林寺拳法』（鈴木則文監督）、インドネシア・ジャカルタで開催の第21回アジア映画祭でミトラ賞受賞[5]。
- 7月 - 黒澤明監督の『デルス・ウザーラ』が第9回モスクワ国際映画祭で金賞を受賞[6]。
- 7月8日 - 第25回ベルリン国際映画祭で熊井啓監督『サンダカン八番娼館 望郷』に出演の田中絹代が銀熊賞 (女優賞)を受賞[7]。
- 7月10日 - 『アンデルセン童話 にんぎょ姫』（演出:勝間田具治）、第9回モスクワ映画祭児童映画祭優秀童話賞受賞[8]。
- 11月2日 - イタリア、ピエル・パオロ・パゾリーニ監督撲殺される[4][9]。

### 日本
- 黒澤明監督『七人の侍』（1954年公開）、内田吐夢監督『飢餓海峡』（1965年公開）リバイバル公開[4]。
- 1月
  - 雑誌『映画評論』休刊[6]。
  - 昭和49年度全国映画館数2468館（前年比62館減）、入場者数1億8573万人（前年比100.2%）[10]。興行収入1171億700万円（前年比126.4%）と初の1000億円台を記録[10]。
  - 1月25日 - 東映洋画部、『ドラゴンへの道』（ブルース・リー主演・監督）を配給、ヒット[11]。
- 2月
  - 東宝、直営館に完全自動映写機シネメカニカ（英語版）を導入[12]。
  - 昭和49年度劇場用映画テレビ放映件数、邦画203本・220回、洋画875本・1077回[12]。
  - 2月1日 - 『エマニエル夫人』を公開した東京・みゆき座が1か月で興行収入1億5460万円を稼ぎ出し、新記録達成[13]。従来の記録は前年7月に『エクソシスト』（1974年7月13日公開）などを上映した東京・丸の内ピカデリーの1億4700万円[10]。
  - 2月19日 - 入場税大幅改正にともなう入場券問題で映連配給部会は入場券印刷を大蔵省印刷局の推薦により印刷局朝陽会への委嘱（）を決定[10]。国家による官給券の実質上廃止が決定[10]。
- 3月
  - 3月14日 - 映連統一入場券第1期分各劇場に納品完了[10]。金種は300円から50円刻みで無表示券含め18種類[10]。東宝=水色、松竹=草色、東映=黄色、日活=オレンジ色[10]。
  - 3月31日 - 日活の新社長に村上覚が就任[6][12]。
- 4月
  - 日活撮影所内に日活テレビ映画芸術学院開校[14][15][16]。
  - 4月1日 - 入場税が、入場料金1,500円以下は非課税、1,501円以上は税率10パーセントに変更される[6][17][12]。1,500円以下が非課税となったため、〔昭和50年度からは〕国税庁から全国映画館入場者数などの正確な統計データが発表されなくなった[18]。また、免税点以下の官給入場券を廃止[17][12]。
  - 4月9日 - 東和が東宝東和に名称変更[12]。
  - 4月26日 - 『ゴッドファーザー PART II』の配給会社・CICが入場料金を全国一律大人当日1,300円に設定する[19]。この後、6月の『タワーリング・インフェルノ』、12月『ジョーズ』も1,300円で公開される[19]。
  - 4月26日 - 大阪・三番街シネマ1、三番街シネマ2オープン[12]。
- 5月
  - 5月8日 - 『レニングラード攻防戦』（ミハイル・エルショフ監督）[20]、東京・丸の内ピカデリーでプレミアショー開催[5]。
  - 5月10日 - ソニー、家庭用ベータ（マックス）方式ビデオカセットレコーダー（SL-6300）発売[10][21]。
- 6月
  - 6月7日 - 新生大映第1弾『わが青春のとき』（森川時久監督）[22]は東急洋画系で公開されたが興行的には失敗[6]。第2弾『金環蝕』（山本薩夫監督）は東宝系で9月に公開され大成功[6]。
  - 6月18日 - 国税庁発表、昭和49年度入場者数1億8573.8万人・興行収入約1171億734万円[7]。
  - 6月28日 - 『タワーリング・インフェルノ』（ジョン・ギラーミン監督）公開[23]、大ヒット[4]。
- 7月
  - 7月4日 - 松竹、東劇ビル竣工披露[10]。
  - 7月5日 - 邦画初のシュノーケルカメラを使用したミニチュア撮影が効果的だった、東映のパニック・スペクタクル映画『新幹線大爆破』（佐藤純彌監督）公開[6]。
  - 7月19日 - 東映動画がマリノラマ映像を制作した沖縄海洋博開催（1976年1月18日まで）[8]。
  - 7月31日 - 俳優・加東大介（64歳）死去[7]。
- 8月
  - 8月1日 - オーエス映画劇場が「オーエス」と改称[10]。
  - 8月16日 - 東映洋画部、『ディープ・スロート』（リンダ・ラヴレース主演）を配給、ポルノ映画としては好成績[5]。
  - 8月30日 - 東映、『トラック野郎・御意見無用』（鈴木則文監督、併映『帰って来た女必殺拳』）が公開され[5][24]、大ヒット[5][25]。その後、「トラック野郎」は人気シリーズに[5][25]。
- 9月
  - 9月9日 - ジョイパックフィルムが一般洋画輸入配給進出を発表[10]。
  - 9月27日 - 東映太秦映画村の経営を行う東映京都スタジオ設立[26]。
- 10月
  - 10月4日
    - 前首相田中角栄の金脈問題を暴露した『愛はとこしえに』（今井正監督）の企画に対して、役員会で製作中止が決定[10]。藤本真澄副社長は辞任を申し出る[10]。
    - 東京・高田馬場東映劇場、高田馬場東映パラス賃借直営開始[5]。東映、直営・準直営劇場をあわせて100館達成[5]。

  - 10月25日
    - 東宝取締役副社長藤本眞澄は副社長の任を解かれ取締役（製作担当）に就任[10]。
    - 東宝東和および東宝の海外各国との交友関係を活用し、作品の製作配給を目指す社長直属の「東宝国際合作委員会」新設[10]。
- 11月
  - 日活、本社機能を東京・日比谷パークビルヂング（旧・日活国際会館）から調布・日活撮影所内に移転[27]。
  - 11月1日 - 東映、京都に太秦映画村がオープン[10]、人気上々[6][28]
- 12月
  - NHK、テレビ受信契約数、カラー契約が2189万4000、白黒契約が453万2000と発表[10]。
  - 12月1日 - 映連、第1回城戸賞、該当作品なし[10]。
  - 12月6日 - スティーヴン・スピルバーグ監督『ジョーズ JAWS』が公開[29]。史上最高の配給収入51億円を記録する[30]。国内興行界でハリウッド映画が復権、影響力を拡大[10]。
  - 12月20日 - 「トラック野郎」の全国キャンペーンを実施、全国東映系主要劇場を巡回し3000キロを踏破[5]。
  - 12月27日 - 『トラック野郎・爆走一番星』（鈴木則文監督） / 『けんか空手 極真無頼拳』（山口和彦監督）封切、ヒット[5]。

## 周年
- 創業80周年
  - 松竹

## 日本の映画興行
- 入場料金（大人）
  - 1,000円[31][32]
  - 映画館・映画別
    - 1,000円（松竹、正月映画『男はつらいよ 寅次郎子守唄』）[33]
    - 1,000円（松竹、8月公開『男はつらいよ 寅次郎相合い傘』）[34]
    - 1,000円（有楽座、正月映画『大地震』）[35]
    - 1,000円（丸の内ピカデリー、正月映画『エアポート'75』）[36]
    - 1,000円（渋谷パンテオン、正月映画『ザ・ヤクザ』）[37]
    - 1,300円（『ゴッドファーザー PART II』、『タワーリング・インフェルノ』）[19]

  - 982円（統計局『小売物価統計調査（動向編） 調査結果』[38] 銘柄符号 9341「映画観覧料」）[39]
- 入場者数 1億7402万人[40]
- 興行収入 1307億5000万円[40]
  - 配給収入 515億3600万円（邦画:228億7100万円, 洋画:286億6500万円）[40] - 洋画の配給収入が邦画を上回り、初の"洋高邦低"となった。邦画 ： 洋画＝ 44％ ： 56％[18]

| 配給会社 | 配給本数 | 配給本数 | 配給本数 | 年間配給収入 (単位：百万円) | 概要 |
| 配給会社 | 新作     | 再映     | 洋画     | 前年対比                    | 概要 |
| -------- | -------- | -------- | -------- | --------------------------- | --- |
| 松竹     | 34       | 34       | 34       | 4,544                       | 前年の『砂の器』のような大ヒットがなかったため、年間配給収入はややダウン。『男はつらいよ 寅次郎子守唄』（11億円）と『男はつらいよ 寅次郎相合い傘』（9.3億円）の2番組が大ヒットし、超ロング・ラン公開。創立80周年記念『同胞』と『友情』は時代とマッチせず、興行的には貢献度小。『再会』 / 『続・愛と誠』（4.4億円）は平均の稼動。新作「男はつらいよ」のロング・ラン同士の隙間（すきま）をリバイバルの「男はつらいよ」で埋めるという「男はつらいよ」だけの松竹となっている。 |
| 松竹     | 23       | 10       | 1        | 091.2%                      | 前年の『砂の器』のような大ヒットがなかったため、年間配給収入はややダウン。『男はつらいよ 寅次郎子守唄』（11億円）と『男はつらいよ 寅次郎相合い傘』（9.3億円）の2番組が大ヒットし、超ロング・ラン公開。創立80周年記念『同胞』と『友情』は時代とマッチせず、興行的には貢献度小。『再会』 / 『続・愛と誠』（4.4億円）は平均の稼動。新作「男はつらいよ」のロング・ラン同士の隙間（すきま）をリバイバルの「男はつらいよ」で埋めるという「男はつらいよ」だけの松竹となっている。 |
| 東宝     | 30       | 30       | 30       | 5,655                       | 前年の『日本沈没』（16.4億円）・『ノストラダムスの大予言』（8.8億円）のような話題作は出現しなかった。大作路線では『青春の門』（5.5億円）が成功し、また、大映映画『金環蝕』は水準以上の稼動となった。パニック映画『東京湾炎上』・『動脈列島』は圧倒的な資金力と映画的「力」を有する洋画パニック大作の前に完敗した。山口百恵人気に頼った映画を正月は『伊豆の踊子』（8.3億円）、ゴールデンウィークに『潮騒』 / 『お姐ちゃんお手やわらかに』（5.0億円）、8月に『花の高2トリオ 初恋時代』（6.0億円）とそれぞれ公開したが、予想以上に好稼動で3番組すべて黒字となり、大作路線の損失を補填した。ホリプロとの提携と大映映画の配給によって、大赤字を回避した。 |
| 東宝     | 28       | 1        | 1        | 093.6%                      | 前年の『日本沈没』（16.4億円）・『ノストラダムスの大予言』（8.8億円）のような話題作は出現しなかった。大作路線では『青春の門』（5.5億円）が成功し、また、大映映画『金環蝕』は水準以上の稼動となった。パニック映画『東京湾炎上』・『動脈列島』は圧倒的な資金力と映画的「力」を有する洋画パニック大作の前に完敗した。山口百恵人気に頼った映画を正月は『伊豆の踊子』（8.3億円）、ゴールデンウィークに『潮騒』 / 『お姐ちゃんお手やわらかに』（5.0億円）、8月に『花の高2トリオ 初恋時代』（6.0億円）とそれぞれ公開したが、予想以上に好稼動で3番組すべて黒字となり、大作路線の損失を補填した。ホリプロとの提携と大映映画の配給によって、大赤字を回避した。 |
| 東映     | 60       | 60       | 60       | 8,661                       | 東映ブロックブッキングの救世主は、経費の安い春夏の『東映まんがまつり』と8月に公開された『トラック野郎・御意見無用』（4.2億円）だった。山口組事件で正月映画が急遽差替えのため出足が悪く、ゴールデンウィークの『県警対組織暴力』は予想を下回り、7月のパニック映画『新幹線大爆破』は洋画との争いに負け、興行的に失敗。数本のポルノ作品も製作したが予想以下の成績。実録路線のエスカレートした、えげつないタイトル・内容に観客は食傷気味だった。そのため、実録路線が軒並み低調のところに、一般アクションの「トラック野郎」シリーズという新たな屋台骨ができた。                                                                                            |
| 東映     | 59       | 1        | 0        | 104.0%                      | 東映ブロックブッキングの救世主は、経費の安い春夏の『東映まんがまつり』と8月に公開された『トラック野郎・御意見無用』（4.2億円）だった。山口組事件で正月映画が急遽差替えのため出足が悪く、ゴールデンウィークの『県警対組織暴力』は予想を下回り、7月のパニック映画『新幹線大爆破』は洋画との争いに負け、興行的に失敗。数本のポルノ作品も製作したが予想以下の成績。実録路線のエスカレートした、えげつないタイトル・内容に観客は食傷気味だった。そのため、実録路線が軒並み低調のところに、一般アクションの「トラック野郎」シリーズという新たな屋台骨ができた。                                                                                            |
| 日活     | 82       | 82       | 82       | 2,684                       | 『エマニエル夫人』を真似た『東京エマニエル夫人』が女性客を引き付け大ヒットとなった。しかし、ポルノ路線に挟まれた一般映画は、客が慣れていないので失敗している。直営館が少ないため、少ない配給歩率となっている点を改善することが急務。累積赤字は71億円。 |
| 日活     | 67       | 15       | 0        | 126.4%                      | 『エマニエル夫人』を真似た『東京エマニエル夫人』が女性客を引き付け大ヒットとなった。しかし、ポルノ路線に挟まれた一般映画は、客が慣れていないので失敗している。直営館が少ないため、少ない配給歩率となっている点を改善することが急務。累積赤字は71億円。 |

年間配給収入の出典: 東宝 編『東宝75年のあゆみ 1932 - 2007 資料編』（PDF）東宝、2010年4月、48頁。
上記以外の出典:「1975年度日本映画/外国映画業界総決算」『キネマ旬報』1976年（昭和51年）2月下旬号、キネマ旬報社、1976年、111 - 118頁。

## 各国ランキング

### 日本配給収入ランキング
| 順位 | 題名                                                           | 製作国                            | 配給                                  | 配給収入     |
| ---- | -------------------------------------------------------------- | --------------------------------- | ------------------------------------- | ------------ |
| 1    | タワーリング・インフェルノ                                     | アメリカ合衆国の旗                | ワーナー・ブラザース/20世紀フォックス | 36億4000万円 |
| 2    | 大地震                                                         | アメリカ合衆国の旗                | ユニバーサル映画/CIC                  | 16億8400万円 |
| 3    | エマニエル夫人                                                 | フランスの旗                      | 日本ヘラルド映画                      | 15億6000万円 |
| 4    | 男はつらいよ 寅次郎子守唄 ザ・ドリフターズの極楽はどこだ!!     | 日本の旗                          | 松竹                                  | 11億0000万円 |
| 5    | 007/黄金銃を持つ男                                             | イギリスの旗 · アメリカ合衆国の旗 | ユナイテッド・アーティスツ            | 09億3800万円 |
| 6    | 男はつらいよ 寅次郎相合い傘 ザ・ドリフターズのカモだ!!御用だ!! | 日本の旗                          | 松竹                                  | 09億3000万円 |
| 7    | 伊豆の踊子 エスパイ                                            | 日本の旗                          | 東宝                                  | 08億2800万円 |
| 8    | ゴッドファーザー PART II                                       | アメリカ合衆国の旗                | パラマウント映画/CIC                  | 08億1900万円 |
| 9    | ドラゴンへの道                                                 | 香港の旗                          | 東映洋画                              | 07億7200万円 |
| 10   | エアポート'75                                                  | アメリカ合衆国の旗                | CIC                                   | 06億6800万円 |

併映作に関する出典:「1975年度日本映画/外国映画業界総決算」『キネマ旬報』1976年（昭和51年）2月下旬号、キネマ旬報社、1976年、117頁。
上記以外の出典:『キネマ旬報ベスト・テン85回全史 1924-2011』キネマ旬報社〈キネマ旬報ムック〉、2012年5月、332頁。ISBN 978-4873767550。
| 順位 | 題名                                                             | 配給 | 配給収入     |
| ---- | ---------------------------------------------------------------- | ---- | ------------ |
| 1    | 男はつらいよ 寅次郎子守唄 / ザ・ドリフターズの極楽はどこだ!!     | 松竹 | 11億0000万円 |
| 2    | 男はつらいよ 寅次郎相合い傘 / ザ・ドリフターズのカモだ!!御用だ!! | 松竹 | 09億3000万円 |
| 3    | 伊豆の踊子 / エスパイ                                            | 東宝 | 08億2800万円 |
| 4    | 花の高2トリオ 初恋時代 / 青い山脈                                | 東宝 | 05億9600万円 |
| 5    | 青春の門                                                         | 東宝 | 05億4800万円 |
| 6    | 潮騒 / お姐ちゃんお手やわらかに                                  | 東宝 | 05億0200万円 |
| 7    | 再会 / 続・愛と誠                                                | 松竹 | 04億4000万円 |
| 8    | トラック野郎・御意見無用 / 帰って来た女必殺拳                    | 東映 | 04億1900万円 |
| 9    | 新・仁義なき戦い / 直撃地獄拳 大逆転                             | 東映 | 03億9700万円 |
| 10   | 春の東映まんがまつり （アンデルセン童話 にんぎょ姫など）         | 東映 | 03億6300万円 |

併映作に関する出典:「1975年度日本映画/外国映画業界総決算」『キネマ旬報』1976年（昭和51年）2月下旬号、キネマ旬報社、1976年、117頁。
上記以外の出典:『キネマ旬報ベスト・テン85回全史 1924-2011』キネマ旬報社〈キネマ旬報ムック〉、2012年5月、332頁。ISBN 978-4873767550。
| 順位 | 題名                       | 製作国                            | 配給                                  | 配給収入     |
| ---- | -------------------------- | --------------------------------- | ------------------------------------- | ------------ |
| 1    | タワーリング・インフェルノ | アメリカ合衆国の旗                | ワーナー・ブラザース/20世紀フォックス | 36億4000万円 |
| 2    | 大地震                     | アメリカ合衆国の旗                | ユニバーサル映画/CIC                  | 16億8400万円 |
| 3    | エマニエル夫人             | フランスの旗                      | 日本ヘラルド映画                      | 15億6000万円 |
| 4    | 007/黄金銃を持つ男         | イギリスの旗 · アメリカ合衆国の旗 | ユナイテッド・アーティスツ            | 09億3800万円 |
| 5    | ゴッドファーザー PART II   | アメリカ合衆国の旗                | パラマウント映画/CIC                  | 08億1900万円 |
| 6    | ドラゴンへの道             | 香港の旗                          | 東映洋画                              | 07億7200万円 |
| 7    | エアポート'75              | アメリカ合衆国の旗                | CIC                                   | 06億6800万円 |
| 8    | 個人生活                   | フランスの旗                      | 東和                                  | 05億5000万円 |
| 9    | アラン・ドロンのゾロ       | イタリアの旗 · フランスの旗       | 東宝東和                              | 05億2000万円 |
| 10   | バニシングin60″            | アメリカ合衆国の旗                | 松竹＝富士                            | 04億5800万円 |

出典:『キネマ旬報ベスト・テン85回全史 1924-2011』キネマ旬報社〈キネマ旬報ムック〉、2012年5月、332頁。ISBN 978-4873767550。

### 北米興行収入ランキング
| 順位 | 題名                               | スタジオ                   | 興行収入     | 出典   |
| ---- | ---------------------------------- | -------------------------- | ------------ | ------ |
| 1    | ジョーズ                           | ユニバーサル映画           | $260,000,000 | [ 48 ] |
| 2    | ロッキー・ホラー・ショー           | 20世紀フォックス           | $112,892,319 | [ 49 ] |
| 3    | カッコーの巣の上で                 | ユナイテッド・アーティスツ | $108,981,275 | [ 50 ] |
| 4    | 狼たちの午後                       | ワーナー・ブラザース       | $50,000,000  | [ 51 ] |
| 5    | シャンプー                         | コロンビア ピクチャーズ    | $49,407,734  | [ 52 ] |
| 6    | ピンク・パンサー2                  | ユナイテッド・アーティスツ | $41,833,347  | [ 53 ] |
| 7    | ファニー・レディ                   | コロンビア映画             | $39,000,000  | [ 54 ] |
| 8    | チビッ子ギャング台風（タイフーン） | ウォルト・ディズニー       | $36,853,000  | [ 55 ] |
| 9    | 雨のロスアンゼルス                 | コロンビア映画             | $35,000,000  | [ 56 ] |
| 10   | あの空に太陽が                     | ユニバーサル映画           | $34,673,100  | [ 57 ] |

## 日本公開映画
1975年の日本公開映画を参照。

## 受賞
- 第48回アカデミー賞
  - 作品賞 - 『カッコーの巣の上で』
  - 監督賞 - ミロス・フォアマン（カッコーの巣の上で）
  - 主演男優賞 - ジャック・ニコルソン（カッコーの巣の上で）
  - 主演女優賞 - ルイーズ・フレッチャー（カッコーの巣の上で）

- 第33回ゴールデングローブ賞
  - 作品賞 (ドラマ部門) - 『カッコーの巣の上で』
  - 主演女優賞 (ドラマ部門) - ルイーズ・フレッチャー（カッコーの巣の上で）
  - 主演男優賞 (ドラマ部門) - ジャック・ニコルソン（カッコーの巣の上で）
  - 作品賞 (ミュージカル・コメディ部門) - 『Sunshine Boys』
  - 主演女優賞 (ミュージカル・コメディ部門) - アン・マーグレット（トミー）、リー・グラント（シャンプー）
  - 主演男優賞 (ミュージカル・コメディ部門) - ウォルター・マッソー（Sunshine Boys）
  - 監督賞 - ミロシュ・フォアマン（カッコーの巣の上で）

- 第41回ニューヨーク映画批評家協会賞 - 『ナッシュビル』

- 第28回カンヌ国際映画祭
  - パルム・ドール - 『小さな火の歴史』（Mohammed Lakhdar-Hamina）
  - 監督賞 - コスタ・ガヴラス（Section speciale / Michel Brault「LES ORDRES）
  - 男優賞 - ヴィットリオ・ガスマン（PROFUMO DI DONNA）
  - 女優賞 - ヴァレリー・ペリン（レニー・ブルース）

- 第32回ヴェネツィア国際映画祭
  - 金獅子賞 - 受賞作なし

- 第25回ベルリン国際映画祭
  - 金熊賞 - 『Adoption』 (Marta Meszaros  ハンガリー)

- 第18回ブルーリボン賞 （この年復活）
  - 作品賞 - 『化石』
  - 主演男優賞 - 菅原文太（『県警対組織暴力』『トラック野郎・御意見無用』『トラック野郎・爆走一番星』）
  - 主演女優賞 - 浅丘ルリ子（『男はつらいよ 寅次郎相合い傘』）
  - 監督賞 - 深作欣二（『仁義の墓場』『県警対組織暴力』）

- 第49回キネマ旬報ベスト・テン
  - 外国映画第1位 - 『ハリーとトント』
  - 日本映画第1位 - 『ある映画監督の生涯 溝口健二の記録』

- 第30回毎日映画コンクール
  - 日本映画大賞 - 『化石』

- 第30回文化庁芸術祭大賞
  - 映画部門（日本記録映画） - 『彫る・棟方志功の世界』[58]
  - 映画部門（外国映画） - 『レニー・ブルース』[59][60]

## 誕生
- 1月11日 - 持田真樹、日本の女優
- 1月28日 - 神谷浩史、日本の声優
- 2月16日 - 中村俊介、日本の俳優
- 2月17日 - 吉瀬美智子、日本の女優
- 2月22日 - ドリュー・バリモア、アメリカの女優
- 3月18日 - 野村貴志、日本の俳優
- 5月1日 - 本上まなみ、日本の女優
- 5月13日 - 加藤晴彦、日本の俳優
- 5月16日 - 遠山景織子、日本の女優
- 5月19日 - 安藤政信、日本の俳優
- 5月24日 - 河相我聞、日本の俳優
- 5月26日 - つるの剛士、日本の俳優
- 6月4日 - アンジェリーナ・ジョリー、アメリカの女優
- 6月11日 - チェ・ジウ、韓国の女優
- 6月22日 - 板谷由夏、日本の女優
- 6月27日 - トビー・マグワイア、アメリカの俳優
- 7月11日 - 葉月里緒奈、日本の女優
- 8月1日 - 米倉涼子、日本の女優
- 8月3日 - 伊藤英明、日本の俳優
- 8月7日 - シャーリーズ・セロン、南アフリカ共和国の女優
- 9月27日 - 大路恵美、日本の女優
- 10月5日 - ケイト・ウィンスレット、イギリスの俳優
- 11月8日 - 坂口憲二、日本の俳優
- 11月16日 - 内田有紀、日本の女優
- 12月6日 - 大原さやか、日本の声優
- 12月11日 - 黒谷友香、日本の女優
- 12月12日 - 桑島法子、日本の声優
- 12月15日 - 池澤春菜、日本の声優
- 12月17日 - ミラ・ジョヴォヴィッチ、ウクライナ・アメリカの女優

## 死去
| 日付 | 日付 | 名前                       | 国籍               | 年齢 | 職業           |
| 2月  | 7日  | 香山滋                     | 日本の旗           | 70   | 小説家         |
| 3月  | 8日  | ジョージ・スティーヴンス   | アメリカ合衆国の旗 | 70   | 映画監督       |
| 3月  | 14日 | スーザン・ヘイワード       | アメリカ合衆国の旗 | 57   | 女優           |
| 3月  | 30日 | 中村英子                   | 日本の旗           | 24   | 女優           |
| 4月  | 14日 | フレドリック・マーチ       | アメリカ合衆国の旗 | 77   | 俳優           |
| 4月  | 15日 | リチャード・コンテ         | アメリカ合衆国の旗 | 65   | 俳優           |
| 5月  | 2日  | 富永美沙子                 | 日本の旗           | 41   | 女優           |
| 9月  | 1日  | 杉狂児                     | 日本の旗           | 72   | 歌手・俳優     |
| 9月  | 20日 | 沢村いき雄                 | 日本の旗           | 70   | 俳優           |
| 10月 | 5日  | 清水将夫                   | 日本の旗           | 67   | 俳優           |
| 10月 | 31日 | ジョゼフ・キャレイア       | マルタの旗         | 78   | 俳優           |
| 11月 | 2日  | ピエル・パオロ・パゾリーニ | イタリアの旗       | 53   | 映画監督       |
| 11月 | 5日  | アネット・ケラーマン       | オーストラリアの旗 | 88   | 水泳選手・女優 |
| 12月 | 9日  | ウィリアム・A・ウェルマン  | アメリカ合衆国の旗 | 79   | 映画監督       |
| 12月 | 24日 | バーナード・ハーマン       | アメリカ合衆国の旗 | 64   | 作曲家         |